# 恋人も濡れる街角 URBAN LOVE STORY
『恋人も濡れる街角 URBAN LOVE STORY』（こいびともぬれるまちかど アーバン・ラブ・ストーリー）は、1988年7月6日から同年9月14日まで日本テレビ系列の『水曜ドラマ』枠で放送されたテレビドラマ。

## あらすじ
結婚情報会社カウンセラーの沢村徹を中心に、6人の男女の友情・恋愛・人生・結婚の問題などを軸に物語が展開する。

## 概要
「URBAN LOVE STORY」という副題が付いているが、新聞の番組欄や文献で表記されることはない。
本作の終了をもって『水曜ドラマ』は一旦休止となり、替わって2時間単発ドラマ枠の『水曜グランドロマン』がスタートした。

## キャスト
- 沢村徹：中村雅俊
- 三浦悦子：紺野美沙子
- 田坂由紀：香坂みゆき
- 高井和也：野々村真
- 中西美津子：岡本麗
- 徹の部下：片山由香
- めぐみの上司：加賀谷純一
- 山下：南條豊
- 塚本信夫
- 松居一代（第2話）
- 岡野めぐみ：かとうかずこ
- 尾崎大介：西田敏行

## スタッフ
- 脚本：畑嶺明
- 演出：石橋冠（第1・4・7・8・11話）、井上健（第2・5・7・9話）、吉野洋（第3・8・10話）
- 演出補：中島悟
- 音楽：川村栄二
- 協力：NEC
- 制作協力：生田スタジオ
- 制作：清水欣也
- プロデューサー：中村良男
- 制作著作：日本テレビ放送網

## 主題歌
- 「SUMMER CANDLES」（作詞：吉元由美、作曲・歌：杏里、フォーライフ・レコード）
- 「未来が眠る日々」（作詞：売野雅勇、作曲：鈴木キサブロー、歌：中村雅俊、日本コロムビア）※最終回のみ